# Schmetterlingseffekt
Der Schmetterlingseffekt (englisch butterfly effect) ist ein Phänomen der Nichtlinearen Dynamik. Er tritt in nichtlinearen dynamischen, deterministischen Systemen auf und äußert sich dadurch, dass nicht vorhersehbar ist, wie sich beliebig kleine Änderungen der Anfangsbedingungen des Systems langfristig auf die Entwicklung des Systems auswirken.
Die namensgebende Veranschaulichung dieses Effekts am Beispiel des Wetters soll von Edward N. Lorenz stammen: „Kann der Flügelschlag eines Schmetterlings in Brasilien einen Tornado in Texas auslösen?“ Die Analogie erinnert zwar an den Schneeballeffekt, bei dem kleine Effekte sich über eine Kettenreaktion bis zur Katastrophe selbst verstärken. Beim Schmetterlingseffekt geht es jedoch um die Unvorhersehbarkeit der langfristigen Auswirkungen.

## Ursprung der Bezeichnung

Zustände eines Lorenz-Attraktor-Systems, die in passender Darstellung einem Schmetterling ähneln

Der Begriff Schmetterlingseffekt geht auf den US-amerikanischen Meteorologen Edward N. Lorenz zurück, der 1972 vor der American Association for the Advancement of Science einen Vortrag mit dem provokanten Titel hielt Predictability: Does the Flap of a Butterfly’s Wings in Brazil set off a Tornado in Texas? (deutsch: „Vorhersagbarkeit: Tritt das Schlagen eines Schmetterlingsflügels in Brasilien einen Tornado in Texas los?“). In seiner ursprünglichen Form sprach er allerdings von einer Möwe, nicht von einem Schmetterling.

## Wissenschaftlicher Hintergrund
Vorarbeiten zu der Theorie leistete Lorenz mit einer Arbeit aus dem Jahre 1963, in der er eine Berechnung zur Wettervorhersage mit dem Computer unternahm. Er untersuchte im Zusammenhang mit langfristigen Wetterprognosen an einem vereinfachten Konvektionsmodell das Verhalten von Flüssigkeiten bzw. Gasen bei deren Erhitzung: hier bilden sich zunächst Rollen (heißes Gas steigt auf einer Seite auf, verliert Wärme und sinkt auf der anderen Seite wieder ab), die bei weiterer Wärmezufuhr instabil werden.
Dieses Verhalten charakterisierte er anhand der drei verbundenen Differentialgleichungen. Das numerische Ergebnis projizierte er in den Phasenraum und erhielt jenen seltsamen Attraktor, der später als Lorenz-Attraktor bekannt wurde: eine unendlich lange Trajektorie im dreidimensionalen Raum, die sich nicht selbst schneidet und aus passendem Blickwinkel die Form zweier Schmetterlingsflügel hat. Allerdings sind im Lorenz-Modell die Gleichungen viel instabiler als die grundlegenden physikalischen Gleichungen.
Lorenz stieß auf das chaotische Verhalten seines Modells eher zufällig. Um Rechenzeit zu sparen, hatte er bei der numerischen Lösung der o. a. Gleichungen auf Zwischenergebnisse bereits durchgeführter Berechnungen zurückgegriffen, hierbei jedoch nur drei Dezimalstellen berücksichtigt, obwohl der Computer mit einer Genauigkeit von sechs Dezimalstellen rechnete. Das Resultat waren zunehmende Abweichungen im Zeitverlauf zwischen den alten und neuen Berechnungen, was Lorenz zu seinen Aussagen über die Sensitivität gegenüber den Anfangsbedingungen bewog. Von nahezu demselben Ausgangspunkt divergierten die Wetterkurven, bis sie schließlich keine Gemeinsamkeit zeigten.
Bei seiner ersten Berechnung gab er einen Startwert für eine Iteration auf sechs Dezimalstellen genau an (0,506127), bei der zweiten Berechnung auf drei (0,506), und obwohl diese Werte nur um etwa 1/10.000 voneinander abwichen, wich im weiteren Verlauf diese Berechnung mit der Zeit von der ersten stark ab.
Der Schmetterlingseffekt tritt bei Systemen auf, die deterministisches chaotisches Verhalten zeigen. Diese Systeme besitzen die Eigenschaft, dass sich beliebig kleine Unterschiede in den Anfangsbedingungen (Clinamen) im Laufe der Zeit zu starken Unterschieden im System führen; sie sind also sensitiv abhängig von den Anfangswerten. Dieses Phänomen kann mittels der sogenannten Ljapunow-Exponenten quantifiziert werden.

## Beispiele

### Meteorologie
Das Wetter kann für einen Tag bis zu 24 Stunden relativ genau prognostiziert werden, während eine Vorhersage für einen Monat kaum möglich ist. Selbst wenn die ganze Erdoberfläche mit Sensoren bedeckt wäre, diese nur geringfügig voneinander entfernt lägen, bis in die höchsten Lagen der Erdatmosphäre reichten und exakte Daten lieferten, wäre auch ein unbegrenzt leistungsfähiger Computer nicht in der Lage, langfristig exakte Prognosen der Wetterentwicklung zu machen. Da das Computermodell die Räume zwischen den Sensoren nur berechnen kann, kommt es zu Divergenzen zwischen Modell und Realität, die mit der Vorhersagezeit exponentiell zunehmen und zu großen Unterschieden führen.
Beispielsweise lassen sich aus den Daten von 1000 Wetterstationen einigermaßen zuverlässige Prognosen über einen Zeitraum von vier Tagen machen. Für entsprechende Vorhersagen über elf Tage bräuchte man bereits 100 Millionen gleichmäßig über die Erde verteilte Messstationen. Absurd wird das Vorhaben, wenn sich die Vorhersage über einen Monat erstrecken soll; denn dann wären 1020 Wetterstationen erforderlich, das heißt je eine auf je fünf Quadratmillimeter Erdoberfläche.
Der Mathematiker Wladimir Igorewitsch Arnold gibt als eine prinzipielle obere Schranke für die Wettervorhersage zwei Wochen an.

### Zeltabbildung
Ein minimales Beispiel für den Schmetterlingseffekt ist die Zeltabbildung.
Im Diagramm wird die Differenz zwischen den Werten zweier solcher Abbildungen mit leicht unterschiedlichem Startparameter (hier: 0,506 und 0,506127) über der Anzahl der Iterationen (im Diagramm dargestellt als „Zeit“) aufgetragen. Beide Abbildungen haben den gleichen Kontrollparameter, der so gewählt wurde, dass die Zeltabbildung chaotisches Verhalten zeigt (erkennbar im entsprechenden Bifurkationsdiagramm). Die maximal mögliche Abweichung ist ± 1. Die beiden Abbildungen sind demnach schon nach wenigen Iterationen völlig verschieden.

### Planetenbahnen
Wenn mehr als zwei Himmelskörper gravitativ aneinander gebunden sind, können minimale Änderungen der Ausgangssituation im Laufe der Zeit zu großen nichtvorhersagbaren Änderungen der Bahnen und Positionen führen. Dieses Verhalten ist Thema des Dreikörperproblems.

## Künstlerische Verarbeitungen

### Belletristik
- Matthias A. K. Zimmermanns Roman IMITATHYOS. Das unendliche Alphabet (2024) zeigt, wie kleinste sprachliche Veränderungen eine Kettenreaktion auslösen, die eine künstliche Insel ins Chaos stürzt.
- Arthur Schnitzlers Erzählung Die dreifache Warnung (1911) beschreibt den Effekt 60 Jahre vor Lorenz anhand eines Schmetterlings.
- Ray Bradburys Kurzgeschichte Ferner Donner aus dem Jahr 1952 befasst sich gut zehn Jahre vor der Entstehung des Begriffs mit der Auswirkung kleiner Veränderungen auf die Zukunft, Auslöser ist dabei der Tod eines Schmetterlings.
- Stephen King nutzt den Schmetterlingseffekt in seinem Roman Der Anschlag, wo ein Zeitreisender die Auswirkungen seiner Eingriffe nicht abzuschätzen vermag.
- Michael Crichton verarbeitet in seinem Roman DinoPark dieses Prinzip.
- Nick McDonell erwähnt den Schmetterlingseffekt in seinem Roman Zwölf.
- Stephen Fry bezieht sich mit seinem Buch Geschichte machen auf den Schmetterlingseffekt.
- Jussi Adler-Olsen zitiert den Begriff abgewandelt schon im Titel seines Thrillers Erwartung. Der Marco-Effekt und bezieht sich ausdrücklich darauf.

### Film
- Der Zufall möglicherweise aus dem Jahre 1981/87
- Lola rennt aus dem Jahr 1998
- Sie liebt ihn – sie liebt ihn nicht aus dem Jahr 1998
- Donnie Darko aus dem Jahr 2001
- Minority Report mit Tom Cruise von Steven Spielberg aus dem Jahr 2002
- Böse Zellen aus dem Jahr 2003
- Category 6 – Der Tag des Tornado aus dem Jahr 2004
- Butterfly Effect, Butterfly Effect 2 und Butterfly Effect 3 – Die Offenbarung aus den Jahren 2004, 2006 und 2009
- A Sound of Thunder aus dem Jahr 2005
- Chaos aus dem Jahr 2005
- Babel aus dem Jahr 2006
- Oxford Murders aus dem Jahr 2008
- Mr. Nobody aus dem Jahr 2009
- Parallelwelten aus dem Jahr 2019
- Jurassic Park aus dem Jahr 1993[5]

### Dokumentationen
- Boom und Crash – Wie Spekulation ins Chaos führt, aus dem Jahr 2021[6]

### Fernsehserien
- Erased – Die Stadt, in der es mich nicht gibt (2016, 12 Folgen)
- Scrubs, Folge Mein Schmetterling (Staffel 3, Folge 16)
- Heroes, Folge Der Schmetterlingseffekt (Staffel 3, Folge 2)
- How I Met Your Mother, Folge Zur richtigen Zeit am richtigen Ort (Staffel 4, Folge 22)
- Dexter, Folge Schmetterlingseffekt (Staffel 3, Folge 8)
- Die Simpsons Treehouse of Horror V, Folge Zeit und Strafe
- Family Guy, Folge Gestatten, Lois Quagmire (Staffel 5, Folge 18)
- Fringe – Grenzfälle des FBI, Folge Das Glühwürmchen (Staffel 3, Folge 10)
- Community, Folge Remedial Chaos Theory (Staffel 3, Folge 4)
- Guilty Crown, Folge Die Konvergenz des Schmetterlingseffekt (Staffel 1, Folge 22)
- Die fantastische Welt von Gumball, Folge Der Schmetterling (Staffel 3, Folge 27)
- Raumschiff Enterprise – Das nächste Jahrhundert, Folge Parallelen (Staffel 7, Folge 11)

### Videospiele
- Life Is Strange[7]
- Until Dawn[8]
- The Dark Pictures Anthology[8][9][10]
- The Quarry[11][12][13][14]